# Lake Luzerne (Town, New York)
Lake Luzerne, ursprünglich Fairfield und später Luzerne, ist eine Town im südlichen Teil des Warren Countys des US-Bundesstaates New York, innerhalb des Adirondack Park. Sie gehört zur Glens Falls Metropolitan Statistical Area. Lake Luzerne liegt westlich der City of Glens Falls. Zum Zeitpunkt des United States Census 2010 hatte Lake Luzerne 3347 Einwohner.

## Geographie
Nach den Angaben des United States Census Bureaus hat die Town eine Gesamtfläche von 140,01 km², wovon 136,02 km² Land sind 3,99 km² (= 2,66 %) Gewässer.
Im Süden und Westen grenzt Lake Luzerne an das Saratoga County und den Hudson River. Im Norden benachbart liegt Warrensburg. Östlich liegen die Towns of Queensbury und Lake George.
Direkt nördlich der Stelle, wo die Brücke über den Hudson River Lake Luzerne mit Hadley verbindet, befindet sich eine Engstelle, Rockwell Falls. Unmittelbar südlich davon liegt die Mündung des Sacandaga River in den Hudson River.

## Geschichte
Die ersten ständigen europäischen Siedler gelangten um 1770 in das Gebiet. 1792 wurde die Town of Lake Luzerne aus Teilen der damaligen Town of Queensbury als Town of Fairfield gegründet. Die Town ist benannt mach Anne-César, Chevalier de la Luzerne, der mit der Gewährung eines persönlichen Darlehens Nahrungsmittel für die amerikanischen Truppen im Unabhängigkeitskrieg gewährleistete und als französischer Gesandter in dem neuen Staaten diente.

Bildkarte von Luzerne und Hadley von 1888 von L. R. Burleigh

Im Jahr 1808 änderte die Town ihren Namen in Luzerne und im Jahr 1963 in Lake Luzerne.
Woodward Hall wurde 2014 in das National Register of Historic Places aufgenommen.

## Demographie
Zum Zeitpunkt des United States Census 2000 bewohnten Lake Luzerne 3219 Personen. Die Bevölkerungsdichte betrug 23,6 Personen pro km². Es gab 1949 Wohneinheiten, durchschnittlich 14,3 pro km². Die Bevölkerung in Lake Luzerne bestand zu 97,79 % aus Weißen, 0,25 % Schwarzen oder African American, 0,34 % Native American, 0,28 % Asian, 0 % Pacific Islander, 0,22 % gaben an, anderen Rassen anzugehören und 1,12 % nannten zwei oder mehr Rassen. 1,03 % der Bevölkerung erklärten, Hispanos oder Latinos jeglicher Rasse zu sein.
Die Bewohner Lake Luzernes verteilten sich auf 1264 Haushalte, von denen in 31,9 % Kinder unter 18 Jahren lebten. 57,4 % der Haushalte stellten Verheiratete, 8,6 % hatten einen weiblichen Haushaltsvorstand ohne Ehemann und 30,1 % bildeten keine Familien. 23,7 % der Haushalte bestanden aus Einzelpersonen und in 9,7 % aller Haushalte lebte jemand im Alter von 65 Jahren oder mehr alleine. Die durchschnittliche Haushaltsgröße betrug 2,54 und die durchschnittliche Familiengröße 2,99 Personen.
Die Bevölkerung verteilte sich auf 24,9 % Minderjährige, 6,8 % 18–24-Jährige, 29,7 % 25–44-Jährige, 25,1 % 45–64-Jährige und 13,6 % im Alter von 65 Jahren oder mehr. Der Median des Alters betrug 38 Jahre. Auf jeweils 100 Frauen entfielen 98,0 Männer. Bei den über 18-Jährigen entfielen auf 100 Frauen 96,7 Männer.
Das mittlere Haushaltseinkommen in Lake Luzerne betrug 36.348 US-Dollar und das mittlere Familieneinkommen erreichte die Höhe von 40.104 US-Dollar. Das Durchschnittseinkommen der Männer betrug 30.152 US-Dollar, gegenüber 20.654 US-Dollar bei den Frauen. Das Pro-Kopf-Einkommen belief sich auf 16.246 US-Dollar. 10,3 % der Bevölkerung und 7,7 % der Familien hatten ein Einkommen unterhalb der Armutsgrenze, davon waren 16,1 % der Minderjährigen und 6,9 % der Altersgruppe 65 Jahre und mehr betroffen.

## Siedlungen und Örtlichkeiten
- Beartown – ein Weiler im östlichen Teil der Town[10]
- Danielstown – ein Weiler im südlichen Teil der Town an der Daniels Road und der County Route 32 (Call Street).[10]
- Fourth Lake – ein Weiler westlich des gleichnamigen Sees und nördlich des Weilers Lake Luzerne hamlet an der Route 9N.[10]
- Fourth Lake – ein See östlich des Weilers Fourth Lake.
- Hartman – ein Weiler im Süden der Town, östlich von Danielstown,[10] in der Nähe von Hartman Loop und der County Route 32 (Call Street)
- Lake Luzerne – ein Weiler auf dem östlichen Ufer des Hudson River an der New York State Route 9N, südwestlich des gleichnamigen Sees am westlichen Rand der Town.[10]
- Lake Luzerne – ein See unweit des Weilers Lake Luzerne.
- Lake Luzerne-Hadley – ein Census-designated place in den Towns of Lake Luzerne und Hadley (letztere liegt im Saratoga County)
- Lake Vanare – ein Weiler östlich von Fourth Lake an der New York State Route 9N, in der Nähe zweier Gewässer, Lake Forest und Lake Vanare.[10]
- Luzerne Heights (oder „The Heights“) – eine Siedlung abseits der Pierpont Road, die vor allem saisonal bewohnt ist[11]
- Hudson Grove – ein Weiler am südlichen Ende der Town

## Belege
1. 1 2  Town Supervisor. Town of Lake Luzerne, archiviert vom Original (nicht mehr online verfügbar) am 11. Januar 2013; abgerufen am 3. März 2021 (englisch).  Info: Der Archivlink wurde automatisch eingesetzt und noch nicht geprüft. Bitte prüfe Original- und Archivlink gemäß Anleitung und entferne dann diesen Hinweis.
2. ↑  Metropolitan Areas and Components, 1999, with FIPS Codes. US Census Bureau, archiviert vom Original am 1. Mai 2009; abgerufen am 7. März 2021 (englisch).
3. 1 2  Overview of Lake Luzerne, NY. In: MyTopo.com. ACME Mapper 2.0, abgerufen am 5. März 2021.
4. ↑  2016 U.S. Gazetteer Files. United States Census Bureau, abgerufen am 5. Juli 2017 (englisch).
5. ↑  H. P. Smith (Hrsg.): History of Warren County. D. Mason & Co., Syracuse, NY 1885, Chapter XXVI: History of the Town of Luzerne, S. 507 (englisch, rootsweb.com).
6. ↑  Warren County Historical Society. Abgerufen am 7. März 2021 (englisch).
7. ↑  National Register of Historic Places 2014 Weekly Lists. (PDF; 2,4 MB) In: Weekly List of Actions Taken on Properties: 5/12/14 through 5/16/14. National Park Service, 23. Mai 2014, abgerufen am 21. November 2021 (englisch).
8. ↑  Population and Housing Unit Estimates. Abgerufen am 3. März 2021 (englisch).
9. ↑  Census of Population and Housing. Census.gov, abgerufen am 4. Juni 2015 (englisch).
10. 1 2 3 4 5 6  NYS Department of Transportation Raster Quadrangle N48. In: USGS. NYS DOT, 1991, abgerufen am 7. März 2021 (Maßstab 1:24,000).
11. ↑   Rolland L. 'Bud "Gumprecht In: The Post-Star, 23. Januar 2009. Abgerufen am 1. April 2011 (englisch). „He was caretaker for over 40 seasonal residences around Lake Luzerne Heights.“